# Niedenzuella peruviana
Niedenzuella peruviana är en tvåhjärtbladig växtart som först beskrevs av Franz Josef Niedenzu, och fick sitt nu gällande namn av W.R.Anderson. Niedenzuella peruviana ingår i släktet Niedenzuella och familjen Malpighiaceae. Inga underarter finns listade i Catalogue of Life.